# Cilicaea tenuicaudata
Cilicaea tenuicaudata är en kräftdjursart som beskrevs av William Aitcheson Haswell 1881. Cilicaea tenuicaudata ingår i släktet Cilicaea och familjen klotkräftor. Inga underarter finns listade i Catalogue of Life.